# Maxwell Rosenlicht
Maxwell Alexander Rosenlicht (15 avril 1924 – 22 janvier 1999) est un mathématicien américain connu pour ses travaux en géométrie algébrique, sur les groupes algébriques et l'algèbre différentielle (en).

## Formation et carrière
Rosenlicht est allé à la Erasmus High School (en) à Brooklyn et a étudié à l'Université Columbia (B. A. 1947) et à l'Université Harvard, où il a étudié sous la direction d'Oscar Zariski et a reçu son  doctorat en 1950, avec une thèse intitulée « Equivalence Concepts on an Algebraic Curve ». En 1952, il est allé à l'Université Northwestern. À partir de 1958 jusqu'à sa retraite en 1991, il est professeur à Berkeley. Il a également été professeur invité à Mexico, à l'IHÉS, à Rome, à Leyde et à Harvard.

## Travaux
Maxwell Rosenlicht a généralisé le théorème de Liouville sous sa forme actuelle en 1968. Il a également étudié la théorie algorithmique algébrique de l'intégration.

## Prix et distinctions
En 1960, il a partagé le prix Cole en algèbre avec Serge Lang pour son travail sur les variétés jacobiennes généralisées,. 
Rosenlicht a bénéficié d'une bourse Fulbright et en 1954 d'une bourse Guggenheim.

## Vie privée et mort
Il est mort de maladie neurologique lors d'un voyage à Hawaii. Rosenlicht s'est marié en 1954 et a eu quatre enfants.

## Publications
- « Liouville's Theorem on Functions with Elementary integral », Pacific Journal of Mathematics, vol. 24, no 1,‎ 1968, p. 153–161 (DOI 10.2140/pjm.1968.24.153)
- Introduction to Analysis, Glenview, Scott, Foresman, 1968 (lire en ligne)
- « Integration in Finite Terms », American Mathematical Monthly, vol. 79,‎ 1972, p. 963–972 (DOI 10.2307/2318066)
- Number Theory for Beginners (1979) avec André Weil